# Dean Rusk
Pour les articles homonymes, voir Rusk.
David Dean Rusk, né le 9 février 1909 dans le comté de Cherokee (Géorgie) et mort le 20 décembre 1994 à Athens (Géorgie), est un homme politique et diplomate américain. Le 10 août 1945, avec Charles Bonesteel, il a contribué  à la répartition des zones d'influence entre l'URSS et les États-Unis en Corée. Membre du Parti démocrate, il est secrétaire d'État entre 1961 et 1969 dans l'administration du président John F. Kennedy et dans celle de son successeur Lyndon B. Johnson. Prônant la fermeté face au communisme, il joue un rôle important dans la guerre du Viêt Nam à la tête du département d'État.
Il a été fait chevalier commandeur honoraire de l'ordre de l'Empire britannique en 1976. Son épouse est décédée en 1996.

## Au cinéma
- 2000 : Treize jours (Thirteen Days), film américain, son personnage est joué par Henry Strozier.